# Journal d'un curé de campagne
Journal d'un curé de campagne is een Franse dramafilm uit 1951 onder regie van Robert Bresson. De film is gebaseerd op de gelijknamige roman van de Franse auteur Georges Bernanos.

## Verhaal
Een jonge pastoor is pas afgestudeerd van het seminarie en krijgt Ambricourt toegewezen als eerste parochie. De inwoners van het dorp zijn zeer gesloten en praten zelden met hem. In zijn catecheselessen lachen zijn leerlinges hem uit. Zijn collega's hebben kritiek op zijn sobere levensstijl. Hij bezoekt de gravin in haar kasteel en overreedt haar opnieuw te communie te gaan. De volgende nacht overlijdt zij echter. Haar dochter Chantal verspreidt het gerucht dat ze is gestorven door de strenge woorden van de pastoor.

## Rolverdeling
| Acteur               | Personage              |
| -------------------- | ---------------------- |
| Claude Laydu         | Pastoor van Ambricourt |
| Adrien Borel         | Pastoor van Torcy      |
| Marie-Monique Arkell | Gravin                 |
| Nicole Ladmiral      | Chantal                |
| Jean Riveyre         | Graaf                  |
| Nicole Maurey        | Juffrouw Louise        |
| Antoine Balpêtré     | Dokter Delbende        |
| Martine Lemaire      | Séraphita Dumontel     |
| Léon Arvel           | Fabregars              |
| Jean Danet           | Olivier                |
| Yvette Etiévant      | Huisvrouw              |
| Germaine Stainval    | Kastelein              |
| Bernard Hubrenne     | Louis Dufrêty          |